# Премия «Ника» за лучшую женскую роль второго плана
Премия «Ника» за лучшую женскую роль второго плана вручается ежегодно Российской Академией кинематографических искусств, начиная с 15-й церемонии в 2002 году. С 1988 по 2001 год вручалась общая премия для актрис и актёров «За лучшую роль второго плана».

## Список лауреатов и номинантов
• Лауреаты указаны первыми и выделены отдельным цветом. 

### 2002—2010
| Церемония   | Фото лауреата              | Актриса                     | Фильм                          | Роль                          |
| ----------- | -------------------------- | --------------------------- | ------------------------------ | ----------------------------- |
| 15-я (2002) |                            | • Евгения Добровольская     | «Механическая сюита»           | Люба                          |
| 15-я (2002) | • Ирина Розанова           | «Дикарка»                   | Марья Петровна                 |                               |
| 15-я (2002) | • Елена Сафонова           | «Поклонник»                 | Александра Михайловна          |                               |
| 16-я (2003) |                            | • Татьяна Лаврова           | «Кино про кино»                | Татьяна Юрьевна               |
| 16-я (2003) | • Вера Воронкова           | «Любовник»                  | Вера                           |                               |
| 16-я (2003) | • Алла Демидова            | «Письма к Эльзе»            | Эльза                          |                               |
| 17-я (2004) |                            | • Инна Чурикова             | «Благословите женщину»         | Кунина                        |
| 17-я (2004) | • Ингеборга Дапкунайте     | «Шик»                       | Ася                            |                               |
| 17-я (2004) | • Оксана Мысина            | «Бедный, бедный Павел»      | императрица Мария Фёдоровна    |                               |
| 18-я (2005) |                            | • Нина Русланова            | «Настройщик»                   | Люба                          |
| 18-я (2005) | • Ирина Купченко           | «Ночь светла»               | Зинаида Антоновна              |                               |
| 18-я (2005) | • Рената Литвинова         | «Настройщик»                | Лина                           |                               |
| 19-я (2006) |                            | • Ирина Розанова            | «Коля — перекати поле»         | Валя                          |
| 19-я (2006) | • Нина Усатова             | «Красное небо. Чёрный снег» | нач. госпиталя Лина Михайловна |                               |
| 19-я (2006) | • Оксана Фандера           | «Статский советник»         | «Игла»                         |                               |
| 20-я (2007) |                            | • Лия Ахеджакова            | «Изображая жертву»             | работница японского ресторана |
| 20-я (2007) | • Анна Михалкова           | «Изображая жертву»          | мл. лейтенант Люда             |                               |
| 20-я (2007) | • Инга Стрелкова-Оболдина  | «Мне не больно»             | Аля                            |                               |
| 21-я (2008) |                            | • Мария Аронова             | «Артистка»                     | Муся                          |
| 21-я (2008) | • Светлана Камынина        | «Простые вещи»              | Катя                           |                               |
| 21-я (2008) | • Ия Саввина               | «Слушая тишину»             | Маргарита Алтаева              |                               |
| 22-я (2009) |                            | • Анна Михалкова            | «Живи и помни»                 | Надька                        |
| 22-я (2009) | • Евгения Хиривская (Брик) | «Стиляги»                   | Катя                           |                               |
| 22-я (2009) | • Евгения Глушенко         | «Живи и помни»              | свекровь Настёны               |                               |
| 22-я (2009) | • Анастасия Шевелёва       | «Бумажный солдат»           | Вера                           |                               |
| 23-я (2010) |                            | • Мария Шукшина             | «Похороните меня за плинтусом» | Ольга                         |
| 23-я (2010) | • Полина Кутепова          | «Чудо»                      | Наташа Артемьева               |                               |
| 23-я (2010) | • Анна Михалкова           | «Сумасшедшая помощь»        | дочка                          |                               |
| 23-я (2010) | • Евгения Симонова         | «Событие»                   | Антонина Павловна Опояшина     |                               |

### 2011—2020
| Церемония   | Фото лауреата             | Актриса                     | Фильм                      | Роль                       | Роль                       |
| ----------- | ------------------------- | --------------------------- | -------------------------- | -------------------------- | -------------------------- |
| 24-я (2011) |                           | • Ирина Муравьёва           | «Китайская бабушка»        | Екатерина                  | Екатерина                  |
| 24-я (2011) | • Мария Звонарёва         | «Человек у окна»            | Ирина Дронова              | Ирина Дронова              |                            |
| 24-я (2011) | • Юлия Пересильд          | «Край»                      | Софья                      | Софья                      |                            |
| 25-я (2012) |                           | • Елена Лядова              | «Елена»                    | Катерина                   | Катерина                   |
| 25-я (2012) | • Евгения Добровольская   | «Громозека»                 | Лариса Громова             | Лариса Громова             |                            |
| 25-я (2012) | • Лариса Малеванная       | «Дом»                       | Надежда Петровна           | Надежда Петровна           |                            |
| 25-я (2012) | • Ирина Розанова          | «Два дня»                   | Лариса Петровна            | Лариса Петровна            |                            |
| 26-я (2013) |                           | • Татьяна Друбич            | «Последняя сказка Риты»    | Надя                       | Надя                       |
| 26-я (2013) | • Ольга Лапшина           | «Жить»                      | Галина Капустина           | Галина Капустина           |                            |
| 26-я (2013) | • Инга Стрелкова-Оболдина | «Дирижёр»                   | Алла                       | Алла                       |                            |
| 27-я (2014) |                           | • Наталья Фатеева           | «Летящие по ветру листья»  | Надежда                    | Надежда                    |
| 27-я (2014) | • Ксения Раппопорт        | «Распутин»                  | Муня Головина              | Муня Головина              |                            |
| 27-я (2014) | • Олеся Судзиловская      | «Интимные места»            | Светлана                   | Светлана                   |                            |
| 28-я (2015) |                           | • Дарья Мороз               | «Дурак»                    | Маша                       | Маша                       |
| 28-я (2015) | • Наталья Суркова         | «Дурак»                     | мэр Галаганова             | мэр Галаганова             |                            |
| 28-я (2015) | • Анна Уколова            | «Левиафан»                  | Анжела Поливанова          | Анжела Поливанова          |                            |
| 29-я (2016) |                           | • Инна Чурикова             | «Страна ОЗ»                | мать Диванных воинов       | мать Диванных воинов       |
| 29-я (2016) | • Мария Кожевникова       | «Батальонъ»                 | Наталья Татищева           | Наталья Татищева           |                            |
| 29-я (2016) | • Роза Хайруллина         | «Милый Ханс, дорогой Пётр»  | Нина                       | Нина                       |                            |
| 29-я (2016) | • Мария Шалаева           | «Про любовь»                | Лена                       | Лена                       |                            |
| 30-я (2017) |                           | • Юлия Ауг                  | «Ученик»                   | Инга Южина                 |                            |
| 30-я (2017) | • Елена Коренева          | «Её звали Муму»             | мать Гриши                 |                            |                            |
| 30-я (2017) | • Светлана Брагарник      | «Ученик»                    | Людмила Стукалина          |                            |                            |
| 31-я (2018) |                           | • Алиса Фрейндлих           | «Большой»                  | Галина Михайловна Белецкая | Галина Михайловна Белецкая |
| 31-я (2018) | • Валентина Теличкина     | «Большой»                   | Людмила Сергеевна Унтилова | Людмила Сергеевна Унтилова |                            |
| 31-я (2018) | • Алиса Фрейндлих         | «Карп отмороженный»         | Людмила Борисовна Баранова | Людмила Борисовна Баранова |                            |
| 32-я (2019) |                           | • Елена Коренева            | «Ван Гоги»                 | Ирина                      | Ирина                      |
| 32-я (2019) | • Юлия Ауг                | «Лето»                      | Татьяна Иванова            | Татьяна Иванова            |                            |
| 32-я (2019) | • Ирина Горбачёва         | «История одного назначения» | Софья Андреевна Толстая    | Софья Андреевна Толстая    |                            |
| 33-я (2020) |                           | • Вера Алентова             | «Воскресенье»              | мать Терехова              | мать Терехова              |
| 33-я (2020) | • Нина Дробышева          | «Француз»                   | Ольга Кирилловна Обрезкова | Ольга Кирилловна Обрезкова |                            |
| 33-я (2020) | • Наталья Тенякова        | «Француз»                   | Мария Кирилловна Обрезкова | Мария Кирилловна Обрезкова |                            |